# Монтемор-у-Велю
Монтемо́р-у-Ве́лю (порт. Montemor-o-Velho; МФА: [mõ.tɨ.ˈmoɾ-u-ˈvɐ.ʎu], Монтимо́р-у-Ве́лю, «Монтемор-Старий») — муніципалітет і містечко в Португалії, в окрузі Коїмбра. Розташований у центральній частині країни, на теренах історичної португальської провінції Бейра. Належить до Коїмбрської діоцезії Католицької церкви в Португалії. Права міського самоврядування має з 1212 року. Поділяється на 11 парафій. За адміністративним поділом, чинним до 1976 року, був складовою провінції Берегова Бейра. Площа муніципалітету — 228,96 км², населення муніципалітету — 26171 ос. (2011); густота населення — 114,3 осіб/км²
. Патрон — Діва Марія. Святковий день муніципалітету — 8 вересня. Поштовий індекс — 3140.  Код місцевої адміністративної одиниці — 0610. Складова статистичного регіону Центр.

## Географія
Монтемор-у-Велю розташований на заході Португалії, на заході округу Коїмбра.
Монтемор-у-Велю межує на півночі з муніципалітетом Кантаньєде, на сході — з муніципалітетами Коїмбра і Кондейша-а-Нова, на півдні — з муніципалітетом Соре, на заході — з муніципалітетом Фігейра-да-Фош.

## Історія
1211 року, за заповітом португальського короля Саншу І, замок і округа Монтемор-у-Велю перейшли до його доньки Терези. Разом із сестрами вона вела війну з братом і новим королем Афонсу II, що прагнув повернути Монтемор до королівського домену. Міжусобна війна припинилася 1216 року за посередництва римського папи Іннокентія III; Тереза передала володіння королю за грошову компенсацію, а замок — Ордену тамплієрів. Після смерті Афонсу II в 1223 році вона добилася від короля Саншу II повернення доходу з Монттемора та особистого щорічного утримання.
1212 року, в ході міжусобної війни, португальська інфанта Тереза надала Монтемору форал, яким визнала за поселенням статус містечка та муніципальні самоврядні права.

## Населення
| Кількість мешканців | Кількість мешканців | Кількість мешканців | Кількість мешканців | Кількість мешканців | Кількість мешканців | Кількість мешканців | Кількість мешканців | Кількість мешканців | Кількість мешканців | Кількість мешканців | Кількість мешканців | Кількість мешканців | Кількість мешканців | Кількість мешканців | Кількість мешканців |
| ------------------- | ------------------- | ------------------- | ------------------- | ------------------- | ------------------- | ------------------- | ------------------- | ------------------- | ------------------- | ------------------- | ------------------- | ------------------- | ------------------- | ------------------- | ------------------- |
| 1864                | 1878                | 1890                | 1900                | 1911                | 1920                | 1930                | 1940                | 1950                | 1960                | 1970                | 1981                | 1991                | 2001                | 2011                |                     |
| 19 799              | 21 405              | 22 042              | 22 361              | 24 410              | 23 864              | 25 162              | 27 912              | 27 978              | 27 925              | 26 468              | 27 274              | 26 375              | 25 478              | 26 171              |                     |